# 侍卫亲军
侍卫亲军是五代十国、宋元的一种中央禁军的编制名，是中央禁軍的組成部分，至宋元則成為重要組成部分。

## 五代
后梁太祖朱温开始设置侍卫马步军。

## 宋
北宋借鉴后周殿前军被都点检赵匡胤控制而发动陈桥兵变，从殿前军中析出侍卫亲军，后又分设马步军，不再设都点检而只设都指挥使。

## 元
元之蒙元侍卫亲军原型则是世祖忽必烈在华北汉人世侯的建议下所设的武卫军亲军，因前任蒙古可汗蒙哥的怯薛护送灵柩返回漠北，忽必烈急需一只新的部队取代了怯薛军“大中统的地位”，而怯薛的职能开始下降，这支侍卫亲军在与阿里不哥争夺正统的过程中发挥了重要作用。